# Eagle Harbor (Maryland)
Eagle Harbor – miasto w Stanach Zjednoczonych, w stanie Maryland, w hrabstwie Prince George’s.